# Xe hơi Chiến Thắng
Xe hơi Chiến Thắng là chiếc xe ô tô đầu tiên do người Việt tự chế tạo, lấy mẫu từ chiếc Fregate của Pháp, được nhà máy Chiến Thắng (Hà Nội) xuất xưởng vào ngày 21 tháng 12 năm 1958.

## Thiết kế
Những năm đầu hòa bình ở miền Bắc, nhu cầu giao thông vận tải tăng cao. Năm 1958, nhà máy Chiến Thắng (Hà Nội) quyết định sản xuất một loại ô-tô nhỏ theo cách nội địa. Nhiệm vụ được giao cho Đại tá, kỹ sư Hồ Mạnh Khang, Giám đốc nhà máy Z157 - Cục Quản lý xe máy và ông Vũ Văn Đôn, Cục trưởng Cục Quản lý xe lúc đó trực tiếp chỉ đạo.
Chiếc Fregate chạy bằng xăng của Pháp được đem ra làm mẫu trên tinh thần cố gắng nội địa hóa tối đa. Các bộ phận như thân máy, nắp máy, chế hòa khí, bơm xăng, bơm dầu được các thợ cơ khí tìm mẫu, tạo khuôn mẫu trước, sau đó đúc gang rồi cắt gọt, gia công cơ khí cho thật tinh xảo. Tuy nhiên, có một số chi tiết không thể làm được và phải lắp đồ ngoại, đó là: nến điện, dây điện, hệ thống đồng hồ và chỉ thị, bóng điện, hệ thống kính, săm lốp và vòng bi.
Ngày 21/12/1958, chiếc xe “Chiến Thắng” mang biển số QS 0001 rời xưởng. Đây là chiếc ôtô 4 chỗ ngồi đầu tiên do người Việt Nam sản xuất, dù linh kiện chưa phải 100% nội địa hóa. Ngoại hình của nó không kém loại Moskvitch của Liên Xô lúc bấy giờ. Chủ tịch Hồ Chí Minh đã đến xem và động viên: "Ta đã sản xuất được xe con. Từ nay về sau cần nghiên cứu, sản xuất xe vận tải để phục vụ đất nước". Khi được đề nghị nhận chiếc xe, Hồ Chủ tịch từ chối: "Cảm ơn các chú đã quan tâm đến Bác, tặng Bác chiếc xe này. Nhưng hiện nay, Bác đã có xe đi rồi. Vậy các chú giúp Bác tặng lại chiếc xe này cho thương binh. Các chú ấy cần chiếc xe mới và tốt thế này hơn Bác"
Quốc khánh năm 1959, ô tô con "Chiến Thắng" do quân đội chế tạo được xếp vào đội hình diễu binh tại Quảng trường Ba Đình.
Tuy nhiên, những năm sau đó, do điều kiện chiến tranh khó khăn, không có ngân sách nên xe Chiến Thắng không được sản xuất hàng loạt.